# The Network (film)
Pour l’article homonyme, voir Network.
Pour plus de détails, voir Fiche technique et Distribution.
The Network est un film australien réalisé par Eva Orner, sorti en 2013.

## Synopsis
Ce documentaire s'intéresse au plus grand réseau de télévision d'Afghanistan.

## Fiche technique
- Titre : The Network
- Réalisation : Eva Orner
- Scénario : Eva Orner
- Musique : Mark Rivett
- Photographie : Abazar Khayami
- Montage : Luis López et Darrin Roberts
- Production : Eva Orner
- Société de production : Corniche Media, Nerdy Girl Films et XYZ Films
- Société de distribution : FilmBuff (États-Unis)
- Pays de production :  Australie,  États-Unis,  Royaume-Uni et  Afghanistan
- Genre : Documentaire
- Durée : 97 minutes
- Dates de sortie : 
  - États-Unis : 27 septembre 2013
  - Australie : 17 décembre 2013

## Accueil
Le film a reçu un accueil mitigé de la critique. Il obtient un score moyen de 47 % sur Metacritic.